# Adunații-Copăceni
Adunații-Copăceni – wieś w Rumunii, w okręgu Giurgiu, w gminie Adunații-Copăceni. W 2011 roku liczyła 3309 mieszkańców.